# Рощино (Казахстан)
Ро́щино (каз. Рощино) — село у складі району Магжана Жумабаєва Північноказахстанської області Казахстану. Входить до складу Авангардського сільського округу.
Населення — 85 осіб (2021; 212 у 2009, 327 у 1999, 426 у 1989).
Національний склад станом на 1989 рік:
- казахи — 49 %
- росіяни — 30 %.